# ثابت بن منديل المغراوي
ثابت بن منديل المغراوي زعيم قبلي، تولى رياسة إمارة مغراوة سنة 662هـ، بعد أن قتل أخاه محمد. وانقلب عليه أخ له اسمه عمر، واتصل بيغمراسن بن زيان صاحب تلمسان، فولاه يغمراسن مكان أخيه، ومكنه من مليانة (سنة 668 هـ) ونادى بعزل أخيه ثابت. ثم نقل عمر إلى تنس، واستمر إلى ان مات سنة 676 هـ.
فاستقل ثابت بالرئاسة. وكانت بينه وبين يغمراسن، وبعده ابنه عثمان، حروب وفتن انتهت بسقوط مدن مغراوة، ثم بفرار ثابت إلى المغرب (سنة 694 هـ) مستنجدا بالسلطان أبو يوسف بيعقوب المريني، مستشفعا به لدى صاحب تلمسان في رد هجماته. فمات في المغرب في نفس السنة. وكفل السلطان ولده وأهله، ومن بينهم حفيده راشد بن محمد، الذي أصهر اليه في اخته وزوجه إياها